# Treptower Straße 31 (Demmin)
Das Bankgebäude Treptower Straße 31 in Demmin (Mecklenburg-Vorpommern), Ecke Marienstraße / Mariehain wurde wohl um 1900 gebaut.
Das Gebäude steht unter Denkmalschutz.

## Geschichte
Die Hansestadt Demmin mit 10.523 Einwohnern (2020) wurde als Burg und civitas maxima 1075 erstmals erwähnt. 
In dem zwei- und dreigeschossigen verputzten, historisierenden Eckhaus mit Mansarddächern sowie den Satteldächern über den zwei markanten neoklassizistischen Giebelrisaliten befindet sich eine Filiale der Deutschen Bank.